# Гайова вулиця (Київ)
Гайова́ ву́лиця — вулиця в Солом'янському районі міста Києва, місцевість Олександрівська слобідка. Пролягає від вулиці Нечуя-Левицького до кінця забудови.

## Історія
Вулиця виникла у середині XX століття під назвою 466-а Нова. Сучасна назва — з 1944 року (фактично розпланована та забудована у 2-й половині 1940-х років).